# Berthold Ebbecke
Berthold Ebbecke (* 24. Februar 1906 in Durlach; † 25. Mai 1969) war ein deutscher Schauspieler und Drehbuchautor.

## Leben
Ebbecke hatte sein schauspielerisches Debüt in dem Veit-Harlan-Film Krach im Hinterhaus. In den 1930ern folgten mehrere Filmrollen in zur Zeit des Nationalsozialismus prominenten Filmen. Jedoch verlagerte Ebbecke sein filmtätiges Schaffen und arbeitete als Drehbuch-Verfasser und Regie-Assistent.
Nach dem Zweiten Weltkrieg nahm Ebbecke auch wieder Filmrollen wahr und spielte auch in der Fernsehserie Die Firma Hesselbach. Zudem arbeitete er als Ansager beim Südwestdeutschen Rundfunk.
Ebbecke starb am 25. Mai 1969.

## Filmographie (Auswahl)

### Schauspieler
- 1935: Krach im Hinterhaus
- 1936: Die unheimliche Helene (Kurzfilm)
- 1936: Pat und Patachon als Mädchenräuber
- 1936: Der Bettelstudent
- 1936: Das Hofkonzert
- 1937: Unter Ausschluß der Öffentlichkeit
- 1936: Ritt in die Freiheit
- 1937: Wilddiebe (Kurzfilm)
- 1937: Es wird nichts so fein gesponnen (Kurzfilm)
- 1938: Petermann ist dagegen!
- 1938: Geheimzeichen LB 17
- 1938: Nanon
- 1939: Autobanditen / Im Namen des Volkes
- 1939: Barbara, wo bist Du? (Kurzfilm)
- 1949: Die Reise nach Marrakesch
- 1949: Mordprozess Dr. Jordan
- 1950: Der Theodor im Fußballtor

### Drehbuch / Regieassistenz
- 1938: Geheimzeichen LB 17
- 1939: Zentrale Rio
- 1940: Das himmelblaue Abendkleid
- 1940: Die keusche Geliebte